# Ilyodon furcidens
Ilyodon furcidens är en fiskart som först beskrevs av Jordan och Gilbert 1882.  Ilyodon furcidens ingår i släktet Ilyodon och familjen Goodeidae. Inga underarter finns listade i Catalogue of Life.